# 恋のT.P.O.
『恋のT.P.O.』は、1976年（昭和51年）12月5日にリリースされた日本のロックバンド・近田春夫&ハルヲフォンのシングルである。

## 概要
本格デビューを飾ったシングル『シンデレラ』の次のシングルが、本シングル『恋のT.P.O.』である。当時のハルヲフォンのメンバーは、近田春夫、恒田義見、高木英一、小林克己の4人であったが、ドラマーの恒田の回想によれば、『恋のT.P.O.』のレコーディングでドラムを叩いたのは初期メンバーの金沢ジュンであって、恒田はコーラスのみで参加したという。
A面の『恋のT.P.O.』は、1978年（昭和53年）6月21日発売のアルバム『電撃的東京』に、B面の『プラスチック・ムーン』は、1977年（昭和52年）9月発売のアルバム『ハルヲフォンレコード』にそれぞれ収録された。よって曲自体はアルバムでも聴くことができるが、いずれもシングルとは別ヴァージョンとなっている。これらのシングルバージョンが収録されているのは、別の項でも述べたコンピレーションCD『ニューロックの夜明け 番外編⑨ キング・ニューロック・シングル集 ファンキー・ダッコNo.1』（Pヴァインレコード 1999年発売）であるが、残念ながら廃盤となっている。

## 収録曲
1. 恋のT.P.O.
  - 作詞・作曲・編曲近田春夫
2. プラスチック・ムーン
  - 作詞・作曲・編曲近田春夫

## 註
1. ↑  恒田義見の公式ブログ「ROCK'N ROLL MY WAY」内の「ハルヲフォン誕生 Archived 2009年3月3日, at the Wayback Machine.」（2008年12月14日付）の記述を参照。
2. ↑  #外部リンクの「電撃的東京」「ハルヲフォンレコード」のリンク先の記述を参照。